# Accident nuclear
Accidentul nuclear este definit ca evenimentul care afectează instalațiile unui reactor nuclear sau ale unei centrale nuclearo-electrice, provocând iradierea și contaminarea populației și a mediului înconjurător peste limitele permise de normele în vigoare.

## Clasificare
Există mai multe tipuri de accidente nucleare:
- pierderea agentului de răcire
- accident cauzat de căldura de dezintegrare
- accident de transport
- accident cauzat de defectarea echipamentului
- accident cauzat de eroare umană
- accident cauzat de pierderea sursei radioactive
- accident neclasificabil.

## Contaminarea radioactivă
Contaminarea oricărui material, oricărei suprafețe sau a mediului ori a unei persoane cu substanțe radioactive.
În cazul particular al corpului uman, contaminarea radioactivă include atât contaminarea externă a pielii cât și contaminarea internă.

## Urgența nucleară
O urgență nucleară poate rezulta dintr-o eliberare de radioactivitate de la o centrală nuclearo-electrică (CNE), reactor nuclear în mediu, ceea ce poate afecta populația care trăiește în aproprierea centralei.

## Antidot
O substanță folosită pentru neutralizarea unui agent toxic pătruns în organism sau a efectelor nocive ale acestuia.
Exemplu:Pastile de iodura de potasiu

## C.N.C.A.N.
Comisia Națională pentru Controlul Activităților Nucleare reprezintă autoritatea națională competentă în domeniul nuclear și are atribuții de reglementare, autorizare și control prevăzute de lege
Ce este doza de radiație? Doza de radiație este cantitatea de energie absorbită de țesut.
Ce este doza de radiație admisă? Cantitatea maximă de radiații pe care o poate primi organismul uman până la care nu se manifestă boala de iradiere.
Ce este dozimetru? Instrument de măsurare a dozei ambientale sau a dozei individuale.
Ce este decontaminarea? Îndepărtarea particulelor radioactive de pe suprafețele pe care s-au depus acestea în urma contaminării.

Ce trebuie făcut în zonă contaminată radioactiv pentru a reduce contaminarea:
1. locuitorii vor sta în casă cu ușile și geamurile închise
2. traficul în zonă va fi supus restricțiilor ;
3. școlile și activitățile economice în zonă vor fi suspendate;
4. accesul în spitale va fi interzis;

În cazul contaminării radioactive trebuie să ai în vedere următoarele:
1. adăpostirea este un mod foarte eficace de reducere a expunerii la radiații (se poate reduce expunerea la radiații cu până la 40%)
2. autoprotecția înseamnă să iei următoarele măsuri:
3. pune-ți hainele cu care ai fost îmbrăcat într-un sac de plastic și închide-l;
4. după aceea fă un duș sau spală-ți bine părul și corpul. Pune-ți haine curate;
5. administrarea de pastile de iodură de potasiu în scopul protejării tiroidei.
6. dacă ai fost surprins de norul radioactiv în exterior fă un duș pentru îndepărtarea particulelor de praf radioactiv;
7. nu consuma hrană și lichide care pot fi contaminate radioactiv;
8. pastilele de iodură de potasiu vor fi folosite pentru protejarea glandei tiroide împotriva iodului radioactiv;
9. zona afectată poate fi evacuată.